# جيمس لويد (لاعب كرة قدم)
جيمس لويد (بالإنجليزية: James Lloyd)‏ هو لاعب كرة قدم ومدرب كرة قدم بريطاني، (ولد في ويلز في المملكة المتحدة 1861  م). لعب مع نادي ريكسهام.